# Girl Meets World
Girl Meets World (Garota Conhece o Mundo (no Brasil) ou Riley e o Mundo (em Portugal)) é  uma sitcom que estreou em 27 de junho de 2014 no Disney Channel, e em 26 de julho do mesmo ano no Disney Channel Brasil.
A série é uma continuação da série Boy Meets World, que foi exibida  no canal americano ABC de 1993 a 2000.
A 3ª temporada nunca foi exibida no Disney Channel Portugal, mas a dobragem portuguesa dessa temporada irá estrear no Disney + a setembro de 2020.
A série já foi exibida pela TV Globo (parabólica) na faixa do Praça TV 1ª Edição.

## Produção
A série estreou no Disney Channel no dia 27 de junho de 2014. A série é uma sequência da série da década de 90, Boy Meets World. A série estreou no Brasil em 26 de julho de 2014. Em Portugal teve sua estreia no dia 24 de janeiro de 2015.
No dia 6 de agosto de 2014 a série foi renovada para uma segunda temporada.
No dia 25 de novembro de 2015 a série foi renovada para sua terceira e última temporada, que tem estreia prevista para  primavera de 2016.
No dia 5 de janeiro de 2017 foi confirmado o cancelamento da série pelos escritores por meio de um tweet. E uma série Disney Channel que mostra o que aconteceu com os protagonistas de "boy meets world"  Cory e Topanga. Agora casados e com dois filhos Riley e Auggie.
A série agora mostra a vida de Riley Matthews, uma garota de 12 anos e sua melhor amiga Maya Hart. Descobrindo o mundo, crescendo juntas, o poder da amizade, o primeiro 
Amor e o valor da família.Elas terão a companhia de seus grandes amigos Farkle e Lucas que irão embarcar com Maya e Riley.

## Elenco
| Ator/Atriz           | Personagem                                | Temporada    | Temporada    | Temporada    | Temporada |
| Ator/Atriz           | Personagem                                | 1            | 2            | 3            |           |
| -------------------- | ----------------------------------------- | ------------ | ------------ | ------------ | --------- |
| Rowan Blanchard      | Riley Matthews                            | Protagonista | Protagonista | Protagonista |           |
| Sabrina Carpenter    | Maya Penelope Hunter (Anteriormente Hart) | Protagonista | Protagonista | Protagonista |           |
| Peyton Meyer         | Lucas Friar                               | Protagonista | Protagonista | Protagonista |           |
| August Maturo        | Auggie Matthews                           | Protagonista | Protagonista | Protagonista |           |
| Corey Fogelmanis     | Farkle Minkus                             | Recorrente   | Protagonista | Protagonista |           |
| Danielle Fishel      | Topanga Matthews                          | Protagonista | Protagonista | Protagonista |           |
| Ben Savage           | Cornelius (Cory) Matthews                 | Protagonista | Protagonista | Protagonista |           |
| Amir Mitchell-Townes | Isaiah (Zay) Babineaux                    | Ausente      | Recorrente   | Recorrente   |           |
| Ava Kolker           | Ava Morgenstern                           | Recorrente   | Recorrente   | Recorrente   |           |
| Cecilia Balagot      | Isadora Smackle                           | Participação | Recorrente   | Recorrente   |           |

## Episódios
| Temporada | Temporada | Episódios | Exibição original    | Exibição original     | Exibição em Portugal             | Exibição em Portugal             | Exibição no Brasil    | Exibição no Brasil     |
| Temporada | Temporada | Episódios | Estreia da temporada | Final da temporada    | Estreia da temporada             | Final da temporada               | Estreia da temporada  | Final da temporada     |
| --------- | --------- | --------- | -------------------- | --------------------- | -------------------------------- | -------------------------------- | --------------------- | ---------------------- |
|           | 1         | 20        | 27 de junho de 2014  | 27 de março de 2015   | 24 de janeiro de 2015            | 4 de setembro de 2015            | 26 de julho de 2014   | 12 de dezembro de 2015 |
|           | Especial  | Especial  | 17 de abril de 2015  | 17 de abril de 2015   | 2 de outubro de 2015             | 2 de outubro de 2015             | 22 de agosto de 2015  | 22 de agosto de 2015   |
|           | 2         | 30        | 11 de maio de 2015   | 11 de março de 2016   | 18 de novembro de 2015           | 16 de dezembro de 2016           | 6 de setembro de 2015 | 10 de dezembro de 2016 |
|           | 3         | 21        | 3 de junho de 2016   | 20 de janeiro de 2017 | 15 de setembro de 2020 (Disney+) | 15 de setembro de 2020 (Disney+) | 2 de novembro de 2016 | 1 de julho de 2017     |

## Dublagem/Dobragem
| Ator/Atriz              | Personagens      | Dublador                                                                                         | Dobrador                                                                                           |
| Principais              | Principais       | Principais                                                                                       | Principais                                                                                         |
| ----------------------- | ---------------- | ------------------------------------------------------------------------------------------------ | -------------------------------------------------------------------------------------------------- |
| Rowan Blanchard         | Riley Matthews   | Bia Menezes Pamella Rodrigues (em "Garota Conhece a Janela da Sacada") Gabriela Milani (canções) | Joana Castro                                                                                       |
| Sabrina Carpenter       | Maya Hart        | Helena Palomanes (1ª e 3ª temporada) Luisa Palomanes (2ª temporada) Tess Amorim (canções)        | Carolina Sales (Diálogos) Ana Vieira (Canções 1ª temporada) Raquel Ferreira (Canções 3ª temporada) |
| Peyton Meyer            | Lucas Friar      | Ítalo Luiz                                                                                       | João Pedro Jesus                                                                                   |
| Ben Savage              | Cory Matthews    | Marcos Souza                                                                                     | Renato Godinho (1ª e 2ª temporada) Gonçalo Carvalho (3ª temporada)                                 |
| Danielle Fishel         | Topanga Matthews | Marisa Leal                                                                                      | Paula Fonseca                                                                                      |
| August Maturo           | Auggie Matthews  | Mattheus Caliano                                                                                 | Cristina Basílio                                                                                   |
| Corey Fogelmanis        | Farkle Minkus    | João Victor Granja                                                                               | Helena Montez                                                                                      |
| Recorrentes             |                  |                                                                                                  | |
| Ava Kolker              | Ava Morgenstern  | Alice Lieban                                                                                     | Sofia Cruz                                                                                         |
| Sarah Carpenter         | Sarah            | Bruna Laynes                                                                                     | Paula Fonseca                                                                                      |
| Amir Mitchell-Townes    | Zay Babineaux    | Andreas Avancini                                                                                 | Rui Raposo                                                                                         |
| Cecilia Balagot         | Isadora Smackle  | Clara Tavares                                                                                    | Cristina Basílio                                                                                   |
| Cheryl Texiera          | Katy Hart        | Sheila Dorfman                                                                                   | Cristina Basílio                                                                                   |
| Participações Especiais |                  |                                                                                                  | |
| Jackée Harry            | Evelyn Rand      | Vânia Alexandre                                                                                  | Ana Vieira                                                                                         |
| William Daniels         | George Feeny     | Waldyr Sant'anna                                                                                 | Carlos Macedo                                                                                      |
| Laura Marano            | Ally Dawson      | Luciana Baroli                                                                                   | Adriana Moniz                                                                                      |
| Ross Lynch              | Austin Moon      | Michel Di Fiori                                                                                  | Romeu Vala                                                                                         |
| Will Friedle            | Eric Matthews    | Paulo Vignolo                                                                                    | Gonçalo Carvalho                                                                                   |
| Rider Strong            | Shawn Hunter     | Marcos Souza                                                                                     | Luís Pacheco                                                                                       |
| Uriah Shelton           | Joshua Matthews  | Gustavo Nader                                                                                    | Romeu Vala                                                                                         |
| Participações           |                  |                                                                                                  | |
| David Starzyk           | Ron              | Marco Antônio Costa                                                                              | Paulo Oom                                                                                          |
| Debby Ryan              | Aubrey           | Jussara Marques                                                                                  | Mónica Garcez                                                                                      |
| Jackée Harry            | Evelyn Rand      | Vânia Alexandre                                                                                  | Ana Vieira                                                                                         |
| Olivia Stuck            | Missy            | Bruna Laynes                                                                                     | Diana Nicolau                                                                                      |
| Ricky Garcia            | Asher Garcia     | Gustavo Pereira                                                                                  | Alexandre Carvalho                                                                                 |
| Stephanie Erb           | Hillary          | Izabel Lira                                                                                      | Cristina Basílio                                                                                   |
| Luke Benward            | Thor             | Thiago Longo                                                                                     | Luís Lobão                                                                                         |

| Créditos da dublagem | Brasil                                                                                             | Portugal                                                               |
| -------------------- | -------------------------------------------------------------------------------------------------- | ---------------------------------------------------------------------- |
| Tema de Abertura     | "O Mundo Eu Vou Dominar" por Tess Amorim, Filipe Lopes, Daiane Lopes, Jessica Felix e Toninho Neto | "Take On The World" por Rowan Blanchard e Sabrina Carpenter            |
| Tradução             | André Bighinzoli                                                                                   | André Silva / Manuela Jorge la                                         |
| Direção de Dublagem  | Marisa Leal (RJ) e Diego Marques (SP)                                                              | Carlos Alberto Macedo (1ª e 2ª Temporada) Paula Fonseca (3ª temporada) |
| Diretor Criativo     | Raúl Aldana                                                                                        |                                                                        |
| Diretor Musical      | Nandu Valverde                                                                                     | Pedro Gonçalves                                                        |
| Dublado nos Estúdios | TV Group Digital (SP) e Visom Digital (RJ)                                                         | PTSDI Media                                                            |

## Prêmios e indicações
| Ano  | Programa/Concurso              | Categoria                              | Indicado                                        | Resultado |
| ---- | ------------------------------ | -------------------------------------- | ----------------------------------------------- | --------- |
| 2014 | Teen Choice Awards             | Choice Summer TV Show                  | Garota Conhece o Mundo                          | Indicado  |
| 2015 | Writers Guild of America Award | Script Infantil - Episódios e Especial | Matthew Nelson por "Garota Conhece 1961"        | Indicado  |
| 2015 | Teen Choice Awards             | Choice TV Show: Comedy                 | Garota Conhece o Mundo                          | Indicado  |
| 2015 | Creative Arts Emmy Awards      | Programa Infantil                      | Garota Conhece o Mundo                          | Indicado  |
| 2016 | Writers Guild of America Award | Script Infantil - Episódios e Especial | Mark Blutman por "Garota Conhece Eu sou Farkle" | Indicado  |
| 2016 | Kids' Choice Awards            | Programa de TV Favorito - Infantil     | Garota Conhece o Mundo                          | Indicado  |
| 2016 | Artios Awards                  | Piloto Infantil e Série (Live Action)  | Garota Conhece o Mundo                          | Venceu    |
| 2016 | BMI Awards                     | Cable Television Music Award           | Shridhar Solanki e Matthew Tishler              | Venceu    |
| 2016 | Teen Choice Awards             | Choice Summer TV Show                  | Garota Conhece o Mundo                          | Indicado  |